# Born in the U.S.A. (chanson)
Cet article concerne la chanson de Bruce Springsteen. Pour l'album du même chanteur, voir Born in the U.S.A..
Singles de Bruce Springsteen
Cover Me
(1984) I'm on Fire
(1985)
Born in the U.S.A. est une chanson écrite, composée et interprétée par Bruce Springsteen, parue sur l'album Born in the U.S.A. en 1984. Il s'agit d'une des chansons les plus connues du chanteur.
La chanson évoque le retour au pays d'un vétéran de la guerre du Viêt Nam et le rejet qu'il subit de la part de ses concitoyens.

## Historique
La chanson a été initialement écrite en 1981, en tant que thème pour un film que le réalisateur Paul Schrader envisageait de tourner avec Bruce Springsteen en tant qu'acteur. Une démo à la guitare acoustique a été enregistrée le 3 janvier 1982 au domicile de Springsteen au New Jersey, dans le cadre d'une session qui constituait l'essentiel de l'album Nebraska publié la même année.
Des versions acoustiques de plusieurs titres qui sont finalement apparus sur l'album Born in the U.S.A. ont également été incluses dans cette démo. Toutefois, son manager et producteur Jon Landau et d'autres ont estimé que la chanson ne cadrait pas avec l'atmosphère de l'album Nebraska, si bien qu'elle a été mise de côté. Cette version a refait surface à la fin des années 1990. En mars 1982, Springsteen a relancé la chanson avec une ligne mélodique et une structure musicale, version qui fut enregistrée deux mois plus tard. Le son massif de batterie est obtenu grâce à l'effet de réverbération gated reverb.

## Sujet
Born in the USA raconte le retour au pays d'un soldat de la guerre du Viêt Nam, désormais vétéran du Viêt Nam, et le rejet social qu'il subit de la part de ses concitoyens. La chanson a été en partie un hommage à des amis de Springsteen qui avaient vécu la guerre du Viêt Nam et dont certains ne revinrent pas, notamment Bart Haynes, batteur de son premier groupe The Castiles, mort au Vietnam en 1967. Springsteen, réformé 4F (victime à 19 ans d’un accident de moto, il en garde une jambe légèrement boiteuse, et ne passe pas les tests physiques, si bien qu'il est réformé du service militaire), proteste aussi contre les difficultés rencontrées  par les vétérans du Viêt Nam à leur retour de la guerre.
D'après le chanteur lui-même, la chanson a été aussi inspirée par une rencontre entre Springsteen et l'ancien vétéran et militant pacifiste Ron Kovic, à l'issue de laquelle il rencontre un groupe d'anciens vétérans de la guerre du Viêt Nam, illustrant les difficultés auxquelles sont confrontés beaucoup d'anciens combattants enrôlés (sans-abris, toxicomanie, stress post-traumatique, etc. ). Cette expérience a influencé la représentation dans la chanson de la marginalisation de l'ancien GI au sein de la société américaine.

## Accueil, usages et postérité
Troisième extrait de l'album, Born in the U.S.A. obtient un succès commercial, se classant neuvième des meilleures ventes des singles. Mais cet hymne pacifiste, véritable dénonciation de la guerre du Viêt Nam, fut utilisé par le Parti républicain américain à des fins électorales sans le consentement de l'auteur qui en fut particulièrement irrité, d'autant plus que ce dernier a pris et prendra position à de nombreuses reprises pour des candidats démocrates aux élections présidentielles, notamment John Kerry en 2004, par engagement contre la guerre d'Irak.
En effet, quelques années avant George H. W. Bush, qui utilisa même la chanson titre de l'album comme hymne pour sa campagne de 1988, Ronald Reagan avait tenté de s'approprier les paroles de Born in the U.S.A. pour sa campagne électorale. De plus, ce titre a été victime d'une incroyable méprise. Beaucoup ont vu à travers ses paroles un hymne à la gloire des États-Unis, une déclaration patriotique prônant l'hégémonie américaine. Springsteen n'a pas apprécié cette connotation patriotique attribuée à ce titre, au point que pendant des années, il n'interpréta cette chanson pourtant iconique de son répertoire qu'en ballade acoustique sans le refrain pour mieux redonner au texte son amertume et son sens originel.
Un des détournements les plus tristement célèbres de la chanson date du 6 avril 2006, en plein procès de Zacarias Moussaoui, accusé de complicité et de participation à la préparation des attentats du 11 septembre 2001 : après la présentations d'images de victimes de l'attentat se jetant dans le vide, il entonne « Burn in the U.S.A. » (« Brûle aux États-Unis ») sur l'air du refrain de la chanson.
Le titre de la chanson a été également utilisé pour désigner une série de podcasts réalisés en 2021 entre Springsteen et Barack Obama, intitulée Renegades. Born in the USA.
En 2004, Born in the U.S.A. est classée 275e dans la liste des « 500 plus grandes chansons de tous les temps » du magazine américain Rolling Stone. Elle fait également partie de la liste des 660 « chansons qui ont façonné le rock 'n' roll » établie par l'équipe du Rock and Roll Hall of Fame.

## Classements

### Classements hebdomadaires
| Classement (1984-85)                   | Meilleure place |
| -------------------------------------- | --------------- |
| Afrique du Sud (Springbok Radio)       | 25              |
| Australie (Kent Music Report)          | 2               |
| Autriche (Ö3 Austria Top 40)           | 13              |
| Belgique (Flandre Ultratop 50 Singles) | 9               |
| Belgique (Flandre VRT Top 30)          | 8               |
| Canada (100 Singles)                   | 11              |
| États-Unis (Hot 100)                   | 9               |
| France (IFOP)                          | 28              |
| Irlande (IRMA)                         | 1               |
| Nouvelle-Zélande (RMNZ)                | 1               |
| Pays-Bas (Single Top 100)              | 5               |
| Royaume-Uni (UK Singles Chart)         | 5               |
| Suède (Sverigetopplistan)              | 11              |

| Classement (2008)  | Meilleure place |
| ------------------ | --------------- |
| Italie (FIMI)      | 20              |
| Norvège (VG-lista) | 20              |

## Certifications
| Pays              | Certification |
| ----------------- | ------------- |
| Australie (ARIA)  | 2 × Platine   |
| États-Unis (RIAA) | Or            |